# Prehistorische kunst
Prehistorische kunst is de term die wordt gebruikt voor kunstzinnige expressies tot aan de ontwikkeling van het schrift.

## Paleolithicum

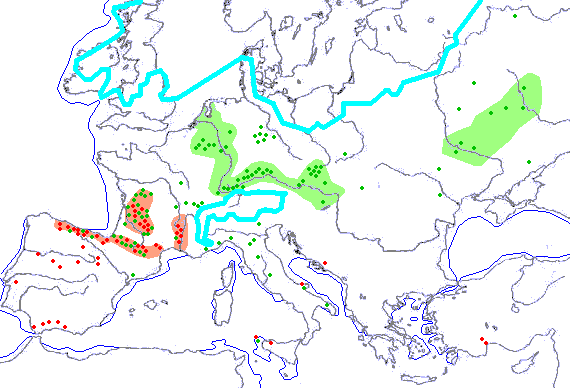
Verspreiding van paleolithische kunst door Europa

Het - tot nu toe bekendste - vroegste kunstwerk is de Venus van Tan-Tan, die gemaakt werd tussen 500.000 en 300.000 jaar v.Chr., tijdens het Midden-Acheuléen. Het werd ontdekt in Marokko, is 6 centimeter lang en lijkt op een menselijke figuur. Hoewel het mogelijk is dat deze vondst gevormd is door geologische processen, heeft het enkele sporen van menselijke bewerkingen. Op het 'beeldje' is een vettige substantie gevonden, een mix van ijzer en mangaan. Dit geeft aan dat het door iemand is versierd, of het basisvoorwerp nu wel of niet door menselijke handen is gemaakt. Het blijft de vraag of dit werkelijk als bewijs kan worden aangevoerd als het gaat om de kunstzinnige mens in de prehistorie. Ook bij een ongeveer vergelijkbaar voorwerp, de Venus van Berekhat Ram (ca. 250.000 v.Chr.), is het niet zeker of het door mensen of door de natuur gemaakt is. Het blijft een vraag of er daadwerkelijk kunst (zoals wij het begrip 'kunst' nu omschrijven) bestond vóór 100.000 v.Chr.
Er zijn speculaties dat alleen de moderne mens in staat zou zijn geweest om zich artistiek uit te drukken. Echter, de Homo erectus had al veel eerder schijnbaar nutteloze patronen op artefacten geplaatst. Deze zijn bijvoorbeeld gevonden in Bilzingsleben (Thüringen) en kunnen worden beschouwd als de voorloper van kunst. De symmetrie en de aandacht die geschonken is aan de vorm heeft ertoe geleid dat sommigen de midden-paleolithische vuistbijlen zien als kunst. De Venus van Berekhat Ram en de Venus van Tan-Tan zijn mogelijk de eerste pogingen om een menselijke figuur na te maken. Een recente vondst, het Masker van La Roche-Cotard in Frankrijk laat ons zien dat de neanderthaler mogelijk een verfijndere manier om kunst te maken heeft gehad.
De 130.000 jaar oude adelaarsklauwen die zijn gevonden in Krapina, Kroatië, zijn door sommige antropologen gezien als een voorbeeld van Neanderthaler-kunst. Sommigen hebben gesuggereerd dat Neanderthalers dit gedrag van Homo sapiens hebben gekopieerd. Maar David W. Frayer heeft deze opvatting betwist door te zeggen dat Homo sapiens niet in de regio was waar klauwen werden ontdekt, zelfs niet na 100.000 jaar.

### Grotschilderingen
De vroegste voorwerpen die algemeen als kunst worden aanvaard stammen uit het Laat-paleolithicum. Dit omvat van alles: van de wereldberoemde grotschilderingen van Grotte Chauvet, Altamira, Pech Merle, Nerja en Grotten van Lascaux, tot de mobiele kunst, zoals de Venus van Willendorf (waarvan wordt gedacht dat ze stond voor vruchtbaarheid).

## Mesolithicum
In het mesolithicum werd er vooral mobiele kunst gemaakt, zoals beschilderde kiezelstenen (Azilien) uit Birseck, Eremitage in Zwitserland) en gestileerde steenkunst, zoals in de Spaanse Levante. Patronen op gebruiksvoorwerpen zoals de kiezelstenen van Tybrind Vig (Denemarken) zijn ook zeer bekend.

## Bronstijd
In het 3e millennium v.Chr. werd er een nieuw fenomeen geïntroduceerd in de kunst. Toen duidelijk werd dat brons zeer efficiënt gebruikt kon worden, betekende dit ook dat de productie toenam. Dit leidde weer tot een overschot aan brons. Door de toegenomen rijkdom in de maatschappij werden er luxeproducten gemaakt, in het bijzonder versierde wapens. Voorbeelden hiervan zijn bronzen helmen, gedecoreerde bijlen, gedetailleerde instrumenten en andere voorwerpen zonder een praktisch doel.
Er is veel steenkunst gevonden waarop het dagelijks leven is afgebeeld. Ook zijn er religieuze objecten gevonden in veel verschillende gebieden, bijvoorbeeld in Bohuslän (Zweden) en in de Val Camonica in Noord-Italië.

## IJzertijd
In de IJzertijd werd de ontwikkeling van antropomorfe sculpturen in gang gezet. Hieruit zijn bijvoorbeeld de Krijger van Hirschlanden en het standbeeld van de Glauberg (Duitsland) voortgekomen.

## Zuidelijk Afrika
Belangrijke schilderingen van bosjesmannen zijn gevonden in het Waterberg-gebied, iets ten noorden van de Palalarivier, die worden gedateerd op omstreeks 8000 v.Chr.. De afbeeldingen zijn erg duidelijk en geven een keur aan menselijke en dierlijke schilderingen, vooral antilopes.

## Australië
De oorspronkelijke bewoners van Australië, ook bekend als Aborigines, maken typische kunst. Vroege kunstwerken van de Aborigines zijn meestal rotsschilderingen. Ze worden ook wel röntgenschilderingen genoemd omdat ze de botten en organen van de afgebeelde dieren laten zien. Soms lijkt een Aboriginalkunstwerk abstract door de ogen van moderne kijkers: Aborigines maken vaak gebruik van geometrische vormen en figuren om bijvoorbeeld een landschap uit te beelden. Vaak wordt dit gedaan vanuit vogelperspectief.
De Bradshaws zijn een unieke vorm van rotskunst in West-Australië. Het zijn menselijke figuren, getekend met oog voor detail, en geven precieze anatomische verhoudingen. Men schat dat ze ruim 17.000 jaar oud zijn en men is er nog steeds niet over uit wie de schilderingen gemaakt kan hebben.

## Polynesië
De oorspronkelijke bewoners van Polynesië lieten een compleet andere artistieke erfenis achter. Hoewel veel van hun artefacten gemaakt werden van organische materialen (en er dus niet meer veel van over zijn gebleven), zijn er vele kunstvoorwerpen gemaakt van klei en steen bewaard gebleven. Onder deze overblijfselen verstaan we ontelbare aardewerkfragmenten uit West-Oceanië, stammend uit het 2e millennium vóór Christus. Ook lieten de Polynesiërs, her en der verspreid, stenen platformen of Marae achter, alsook beelden van voorvaderen, waarvan de meest bekende misschien wel de Moai van Paaseiland zijn.

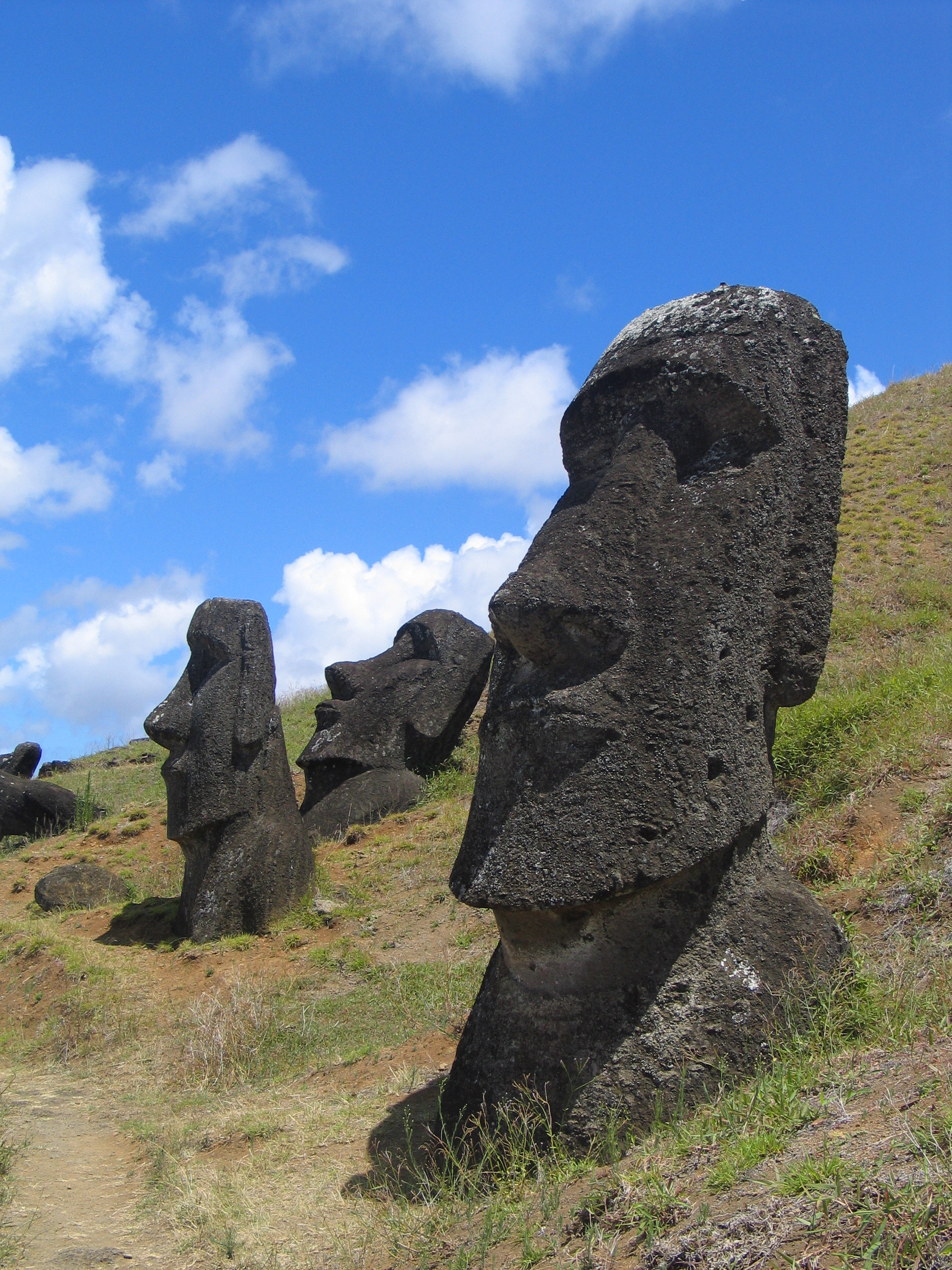
Moai op Paaseiland